# Ostrach
Ostrach è un comune tedesco di 7 017 abitanti,, situato nel land del Baden-Württemberg.